# 外村公敏
外村 公敏（そとむら きみとし）は日本のドラマーである。熊本県出身。

## 来歴
数々のバンド（後述）にドラマーとして参加。1997年、率いる「SHERBETS」に参加。その後、浅井健一ソロにも参加。1999年、富澤タクのバンド、Number the.に参加。

## 過去参加バンド
- グリムグリム
  - ボーカル：水政創史郎
- ペニーアーケード
  - ヴィーナス・ペーターの前身バンド
  - ギター：石田真人（ex.ヴィーナス・ペーター）
- ヒアイズエデン
  - 秋山勝彦が立ち上げたバンド
- ブルーボンゴス（ジャズファンクバンド）
  - 福士久美子のソロアルバムに参加
- オリビア
  - レコーディングに参加
- advantage Lucy